# Marek Karwan
Marek Karwan (ur. 11 marca 1962) – polski przedsiębiorca i działacz żużlowy, założyciel firmy Adriana, dostawcy mebli do sieci IKEA i Domo Faber, prezes klubu żużlowego KS Apator Toruń w latach 2001–2005.
Działalność gospodarczą rozpoczął pod koniec lat osiemdziesiątych od produkcji poduszek i kołder. W następnych latach zajął się produkcją mebli tapicerowanych. W 2001 roku został sponsorem KS Apator Toruń. Około 2001 roku jego firma Adriana była największym polskim producentem i eksporterem mebli tapicerowanych. 30% produkcji z fabryki było dostarczanych do sieci sklepów IKEA. W rankingu 100 najbogatszych Polaków tygodnika „Wprost” z 2003 roku zajął 41. miejsce, jako jedyny reprezentant województwa kujawsko-pomorskiego. Jego majątek został oszacowany na 300 mln zł. W tym samym roku został przewodniczącym Głównej Komisji Sportu Żużlowego (GKSŻ). W 2006 roku wycofał się ze sponsorowania KS Apator Toruń oraz zrezygnował z funkcji przewodniczącego GKSŻ, ograniczając się do indywidualnego sponsorowania zawodników.